# Hygrotus obscureplagiatus
Hygrotus obscureplagiatus är en skalbaggsart som först beskrevs av Henry Clinton Fall 1919.  Hygrotus obscureplagiatus ingår i släktet Hygrotus och familjen dykare. Inga underarter finns listade i Catalogue of Life.